# Freadelpha holoviridis
Freadelpha holoviridis là một loài bọ cánh cứng trong họ Cerambycidae.